# Метапсихология (психоанализ)
 Метапсихология  (нем. Metapsychologie) — термин, применительно к психоанализу, предложенный З. Фрейдом для обозначения общего теоретического фундамента данной дисциплины, а также описания подхода к изучению психики в рамках основанной науки.
На современном этапе развития психоанализа термин имеет множество значений. По Лейбину он характеризует все идеи, описывающие психические процессы с точки зрения психоанализа; в описании Лапланша — Понталиса метапсихология разрабатывает модели, отдалённые от эмпиризма; определение термина за авторством Райкрофта и Мура — Файна сводится к «положениям на высшем уровне абстрагирования».

## Эволюция значения
Термин «метапсихология» был впервые упомянут в 1896 году в письме Зигмунда Фрейда берлинскому врачу Вильгельму Флиссу от 13 февраля. Речь шла, считает Валерий Лейбин, о поиске идей для понимания природы психических заболеваний и закономерностей протекания психических процессов — ответов на вопросы из сферы философии. Первоначальное значение метапсихологии (как общей теории) было сформулировано в ходе работы над «Толкованием сновидений» (1900).
В научную литературу термин был введён в «Психопатологии обыденной жизни» (1901); Фрейд, рассуждая о суевериях и «мифологическом миросозерцании», заключал, что любое восприятие реальности посредством обращения к легендам есть проекция «личной психологии» во внешний мир. Целью науки учёный видел «расшифровку» не воспринимаемых сознанием индивидуума психических процессов — иными словами, создание «психологии бессознательного». Фрейд писал: «Можно было бы попытаться разрешить таким путём мифы о рае и грехопадении, <…> превратить метафизику в метапсихологию».
Более чем десятилетие термин учёным не употреблялся, только в 1915 году (в работе «Бессознательное») Фрейд вернулся к его использованию, предложив трактовку, согласно которой данный термин стал характеризовать подход к рассмотрению психологических процессов в трёх различных отношениях (аспектах) — динамическом, топографическом и экономическом; пять лет спустя в книге «По ту сторону принципа удовольствия» учёный утвердился во мнении о правильности избранного им подхода. Вплоть до самой смерти учёного термин «метапсихология» оставался одним из важнейших понятий его теории; так, в книге «Конечный и бесконечный анализ» (1937) Фрейд, размышляя об устранении внутриличностных конфликтов, писал: «Без метапсихологических спекуляций и теоретизирования <…> здесь не сдвинешься ни на шаг».

## Аспекты метапсихологии как подхода
В соответствии с определением Чарльза Райкрофта, подход к изучению психики в метапсихологии стоит на позиции описания «явлений в терминах умозрительного психического аппарата [понимаемого как конструкт]». По Фрейду, психологическое объяснение может считаться законченным (то есть «метапсихологическим»), только если устанавливает наличие конфликта или связи между уровнями психики (топография), количество и тип(ы) затраченной энергии (экономика) и соотношение сил в сознании, которые могут быть направлены на совместную работу, или же противостоять друг другу (динамика).
В начале 1940-х разработки Фрейда продолжил Эдвард Гловер, предложив дополнительные генетическую и адаптивную точки зрения. К концу 1950-х, благодаря совместным работам Давида Рапопорта и Мертона Гилла, нововведения Гловера были приняты рядом психоаналитиков и на данный момент, согласно Салману Акхтару, вкупе с ранними фрейдистскими подходами представляют собой «эвристическую основу того, что является руководящим в психоанализе». Адаптивный подход, в частности, поддерживался Хайнцем Хартманном и оказал существенное влияние на работы Маргарет Малер. Генетический активно разрабатывался в рамках эго-психологии и, в большей степени чем остальные, оказал влияние на поп-культуру, выразившись в упрощённом понимании психопатологии и дисфункции как практически однозначного результата переживаний несчастливого детства.

## Современное положение термина
На текущий момент фрейдовское понимание метапсихологии остаётся предметом дискуссии среди аналитиков. Неоднозначное отношение к термину, считают Филлис и Роберт Тайсоны, связано с постоянным расширением его содержания в соответствии с углублением понимания психики человека. Иногда под синонимом «метапсихологии» (как «общей теории») понимают парапсихологию, а метапсихологию как подход к изучению психики приравнивают к номотетическому подходу, отмечает Артур Ребер, комментируя: «Мета здесь означает „вне“, в том смысле, что такие метапсихологические попытки представляют собой нечто, выходящее за рамки того, что было выявлено и познано эмпирически, и пытается полностью обрисовать общие принципы психологии». Для ортодоксального же фрейдизма «общая теория» была и остается одним из краеугольных камней дисциплины; так, Жак Лакан заключал: «оправданно или нет, но каждый аналитик неизменно впадает в теоретические рассуждения о ментальном развитии <…> невозможно ни секунды практиковать не мысля метапсихологическими терминами».
Представителями отличных от психоанализа теорий метапсихология подвергается критике — в разное время её основными противниками выступали учёные Джордж Кляйн и Рой Шафер. Метапсихологические понятия (как положения на высшем уровне абстрагирования) ставятся под сомнение из-за умозрительности и отдалённости от клинической практики, — так, в частности, особо порицается употребление таких терминов как «психическая энергия», «катексис», инстинкты жизни и смерти. Жорж Политцер аналогично не принимал введения в оборот отдалённых от эмпиризма понятий (исходя из этого, ошибочных), видя в их использовании «выход [науки] за пределы её собственного предмета — человеческого действия».